# Carinichremylus peleopodae
Carinichremylus peleopodae är en stekelart som beskrevs av Van Achterberg 2000. Carinichremylus peleopodae ingår i släktet Carinichremylus och familjen bracksteklar. Inga underarter finns listade.